# 手塚満子
手塚 満子（てづか みつこ）は、日本の元フィギュアスケート選手（女子シングル）。横浜高等女学校卒業。

## 経歴
小学生のとき、父の薦めでスケートを始める。日本スケート会所属で、東京赤坂の山王リンクで練習を積んだ。1933年に、日本で初めて開催された女子のジュニア選手権である第4回全日本ジュニア選手権に12歳で出場し、4位。翌年の第5回全日本ジュニア選手権で3位となる。
1935年 第6回全日本選手権で3位となる。1935年11月の第4回冬季オリンピック大会の選手決定競技会では、稲田悦子、東郷球子に次ぐ3位となる。1936年 第7回全日本選手権でも3位、2月の第8回明治神宮体育大会のフィギュアスケート競技会で2位。翌年、第8回全日本選手権は4位に終わる。1938年、横浜高等女学校を卒業した。

## 主な戦績
| 大会/年          | 1932-33 | 1933-34 | 1934-35 | 1935-36 | 1936-37 |
| ---------------- | ------- | ------- | ------- | ------- | ------- |
| 明治神宮体育大会 |         |         |         | 2       |         |
| 全日本選手権     |         |         | 3       | 3       | 4       |
| 全日本Jr.選手権  | 4       | 3       |         |         |         |